# ふちゃぎ
ふちゃぎ（吹上餅）は、沖縄県で食される餅の一種。餅粉に水を加え、こねて蒸したものに、塩茹でした小豆をまぶしつけたものである。形は小判型、もしくは俵型をしている。北陸地方でささげ餅と呼ばれるものと同種の食品である。
旧暦の8月15日（十五夜）に、豊作を祈願してヒヌカン（火の神）と仏壇、神棚に供えた後に食べる縁起物である。小豆には魔除けの意味合いがあり、小豆をつぶさずにまぶすことで当年の災難避けを祈願する。餅には沖縄の通例に従い、搗き餅ではなく練り餅（他府県では一般に団子と呼ばれるもの）が用いられる。
近年は餅や小豆に砂糖で甘味をつけた「甘ふちゃぎ」や、紅芋の粉を混ぜて芋の風味を持たせた「紅芋ふちゃぎ」なども市販されている。
ふちゃぎと同様に厄除けの意味がある縁起物として、強飯（かしちー）がある。沖縄県では、旧暦6月に作られる六月強飯と、旧暦8月に作られる八月強飯があり、六月強飯はもち米だけで作る。旧暦6月は沖縄県では米の収穫時期であり、豊年満作を感謝してヒヌカンや仏壇に供えられる。また、八月強飯はもち米と小豆で作る赤飯で、同じくヒヌカンや仏壇に供えられる。